# HD 45364 b

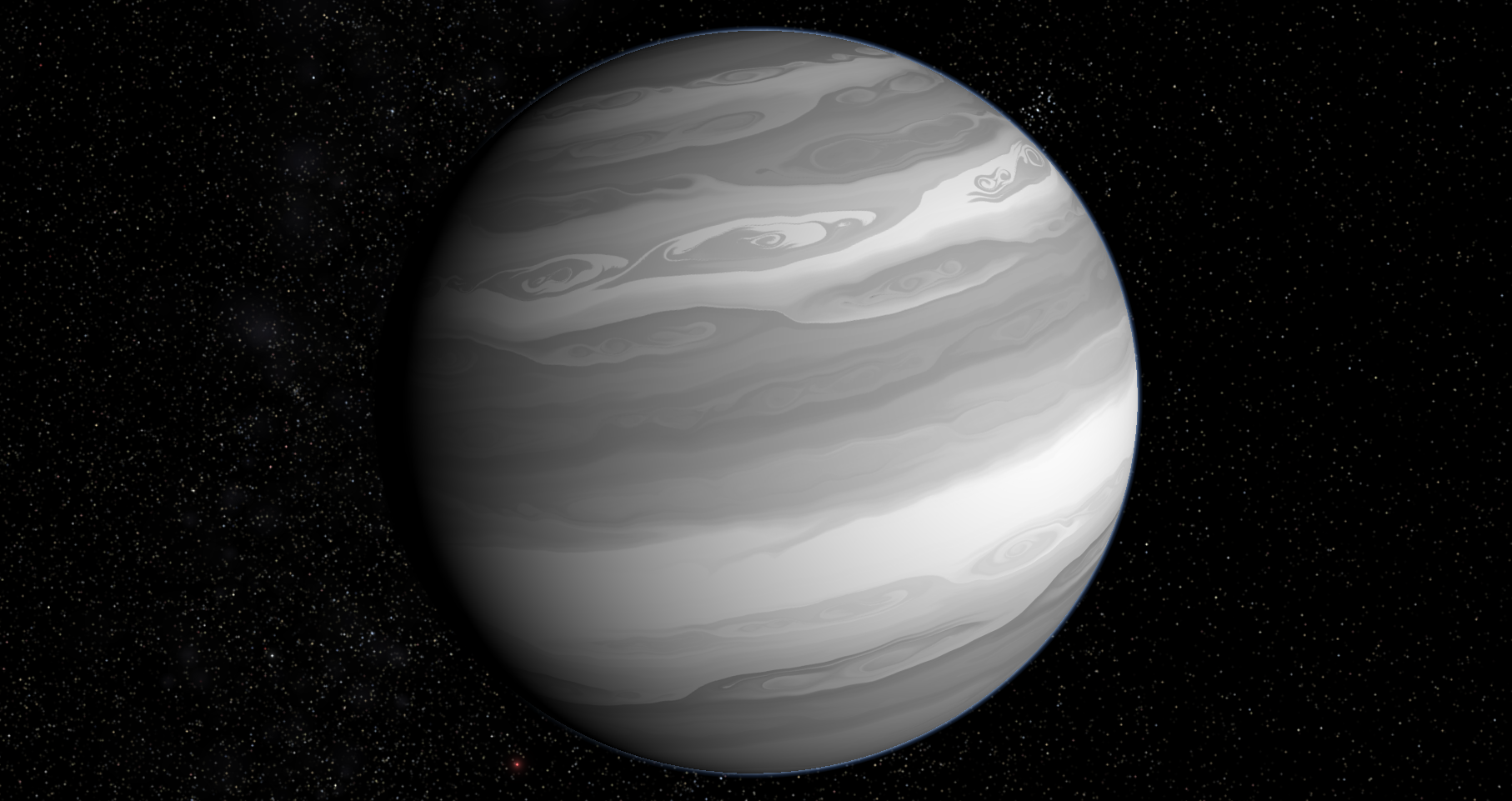

HD 45364 b는 큰개자리 방향으로 지구로부터 약 106 광년 떨어진 곳에 있는 항성 HD 45364 주위를 도는, 외계 행성이다. 어머니 항성은 겉보기 등급 8의 평범한 황색 주계열성이다. 최소 질량은 토성의 63퍼센트, 목성의 19퍼센트 수준이다. 항성을 1회 도는 데 걸리는 시간은 227일로, 항성과의 거리는 지구~태양 간격의 63퍼센트 수준이다. 2008년 8월 8일 HARPS 분광사진기를 이용하여 발견되었다. b와 동시에 HD 45364 c도 발견되었다. b와 c는 3:2의 궤도공명을 보인다.

## 참고 문헌
- (영어) Correia;  외. (2009). “HD45364, a pair of planets in a 3:2 mean motion resonance”. 《Astronomy & Astrophysics》 496 (2): 521-526.